# Al-Mu'tamid (califa)
Al-Mu'tamid (en árabe: المعتمد al-Muʿtamid; m. en octubre de 892) fue el califa abasí en Bagdad de 870 a 892. 
Era hijo del califa Al-Mutawakkil y de una esclava de Kufa llamada Fityan. Durante esos 23 años de gobierno solo dispuso de un poder nominal.
Fue ejecutado el 16 o el 19 de junio de 870.

| Predecesor: Al-Muhtadi | Califa abasí 870-892 | Sucesor: Al-Mu'tadid |